# オーバーアルプ峠

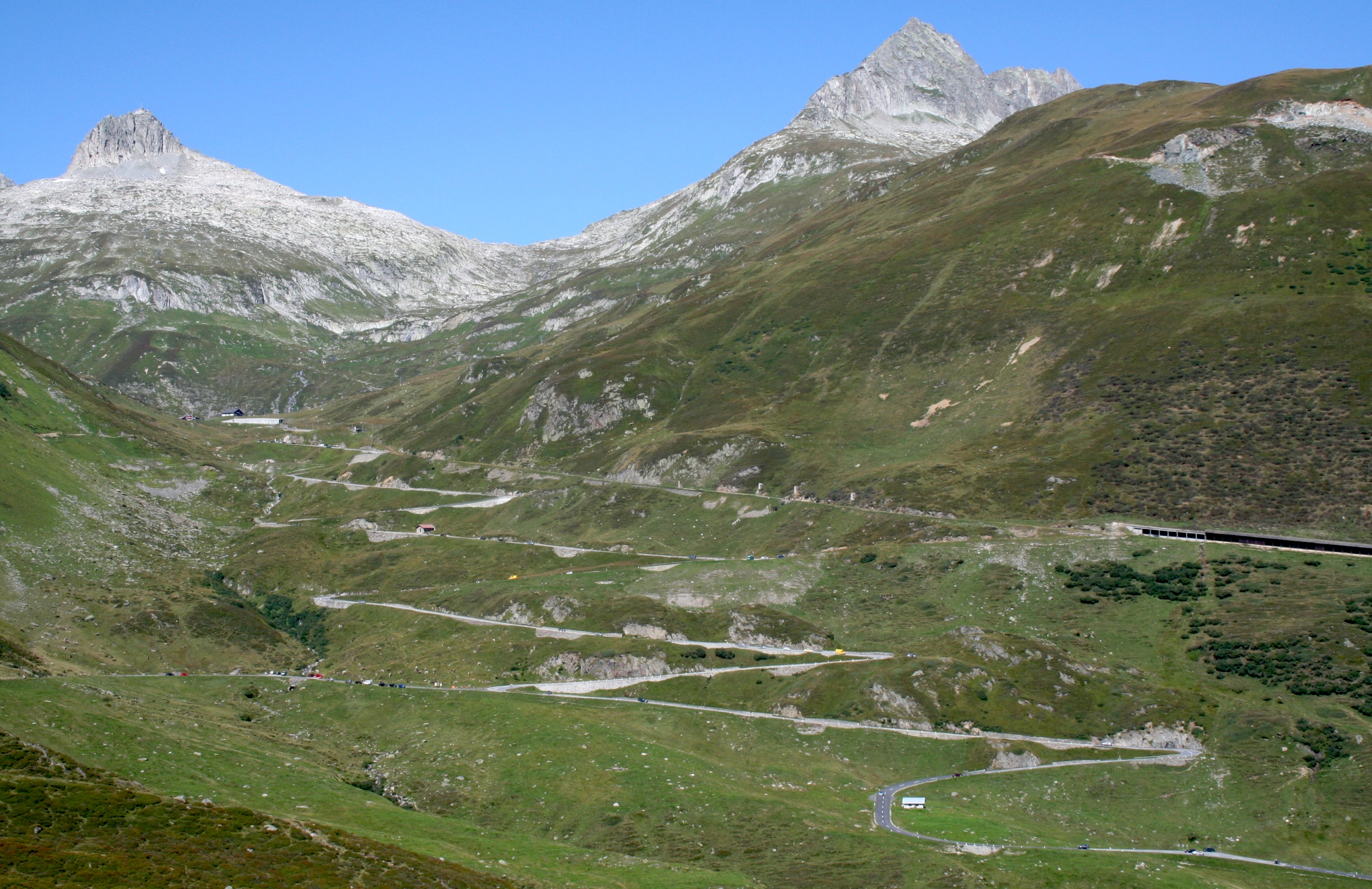
オーバーアルプ峠

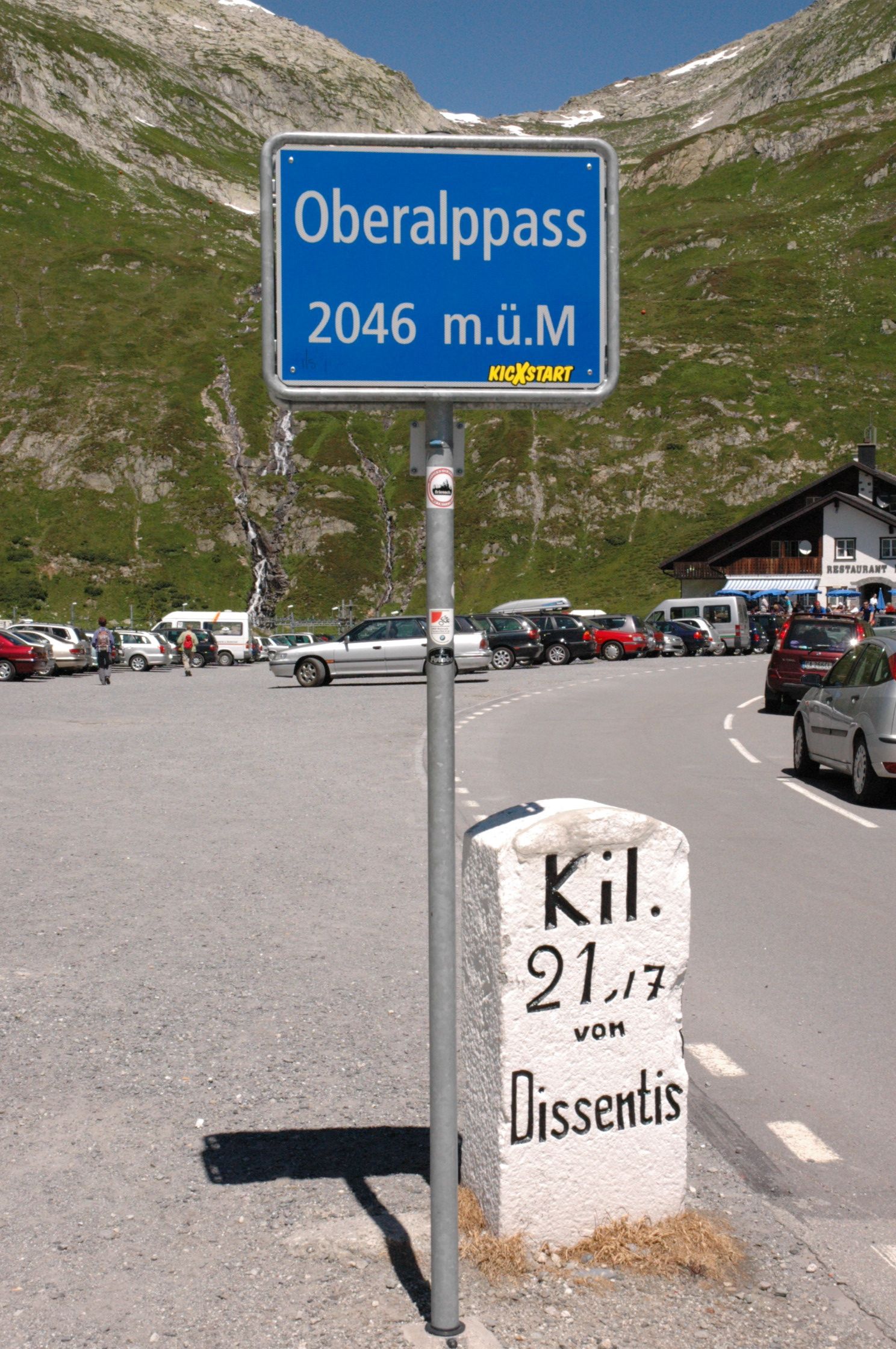
峠の標識（標高2,046 m）

オーバーアルプ峠（英語：Oberalp Pass、ドイツ語：Oberalppass、ロマンシュ語：Alpsu または Cuolm d'Ursera）は、グラウビュンデン州のデュセンティスとウーリ州のアンデルマットとを結ぶ、スイス・アルプスの高所にある峠である。標高2,046メートル（6,712フィート）。
近くにはライン川の原泉であるトマ湖が近くにある。峠からアンデルマット方向の20メートル下にはオーバーアルプ湖がある。

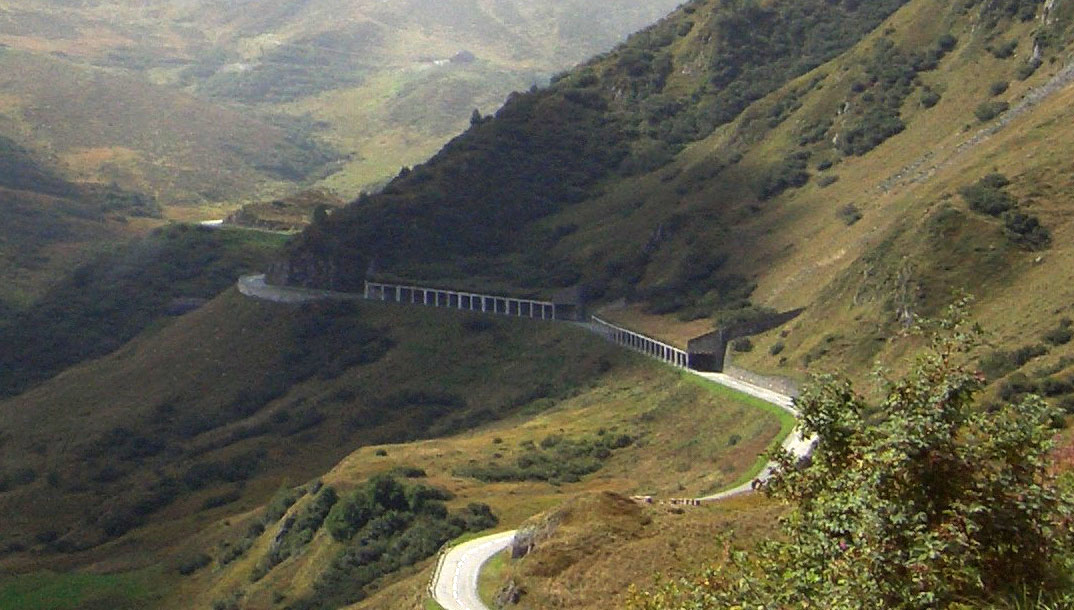
オーバーアルプ峠
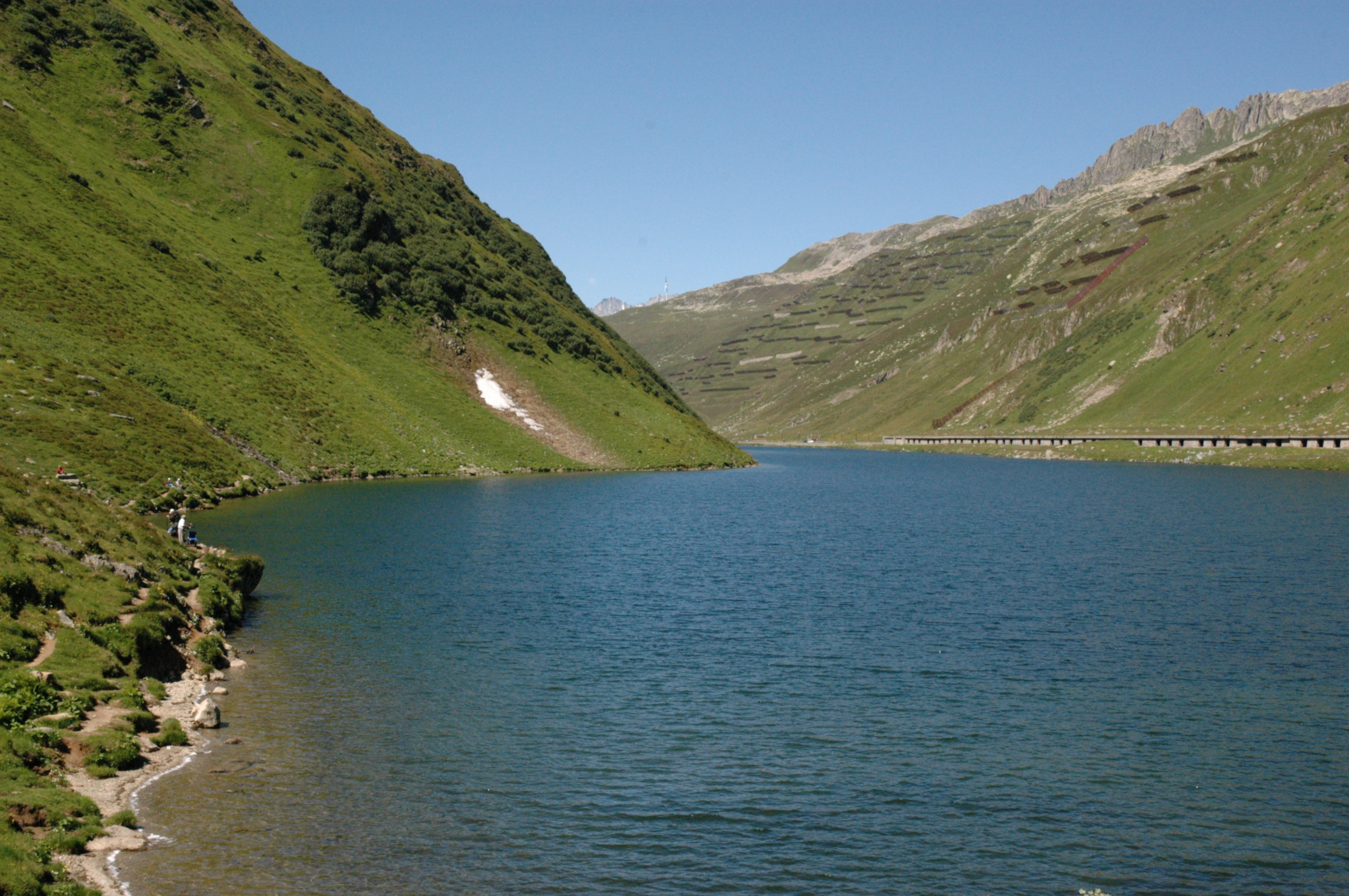
オーバーアルプ湖
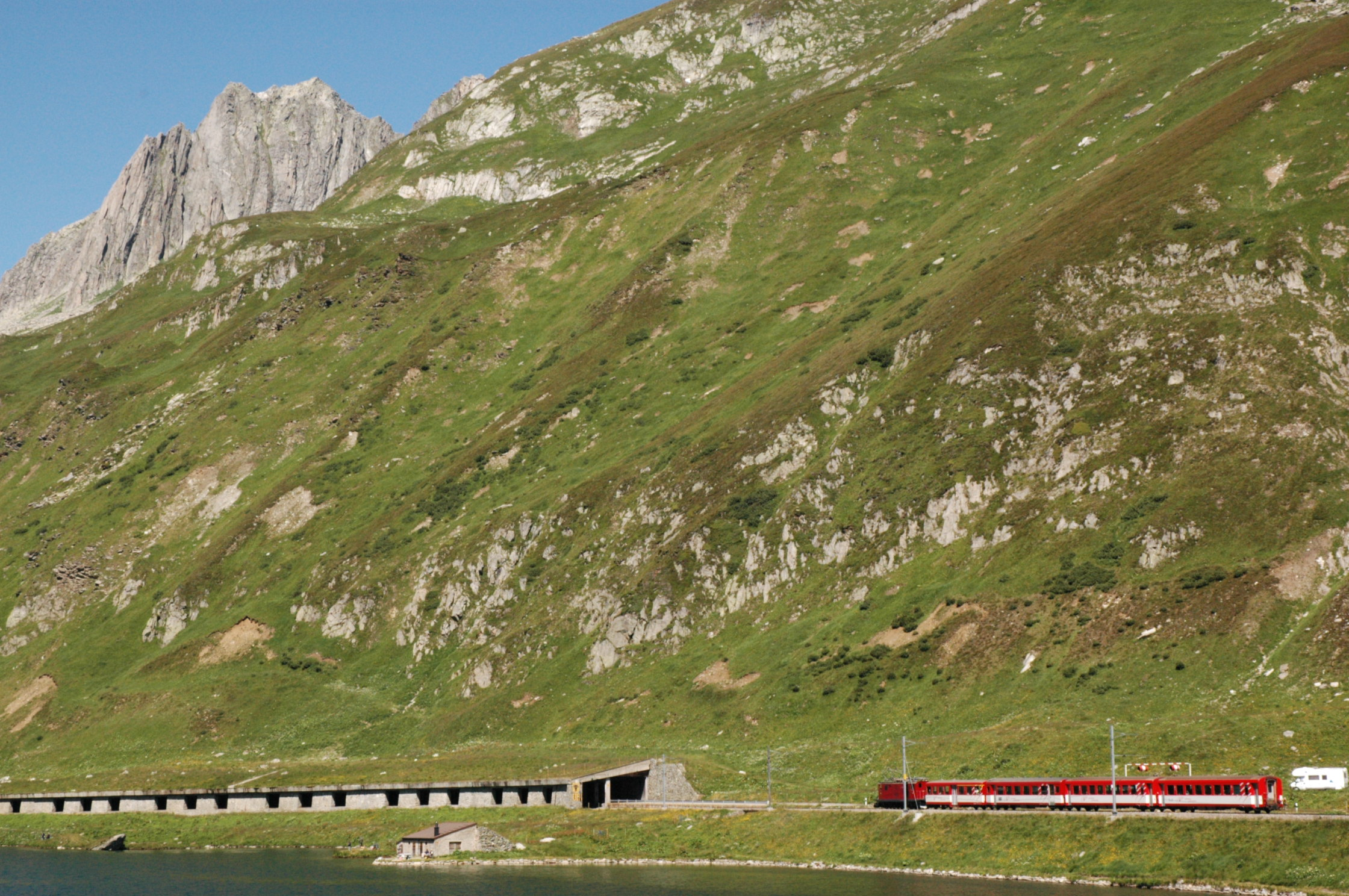
オーバーアルプ湖沿いに走るマッターホルン・ゴッタルド鉄道（MGB）
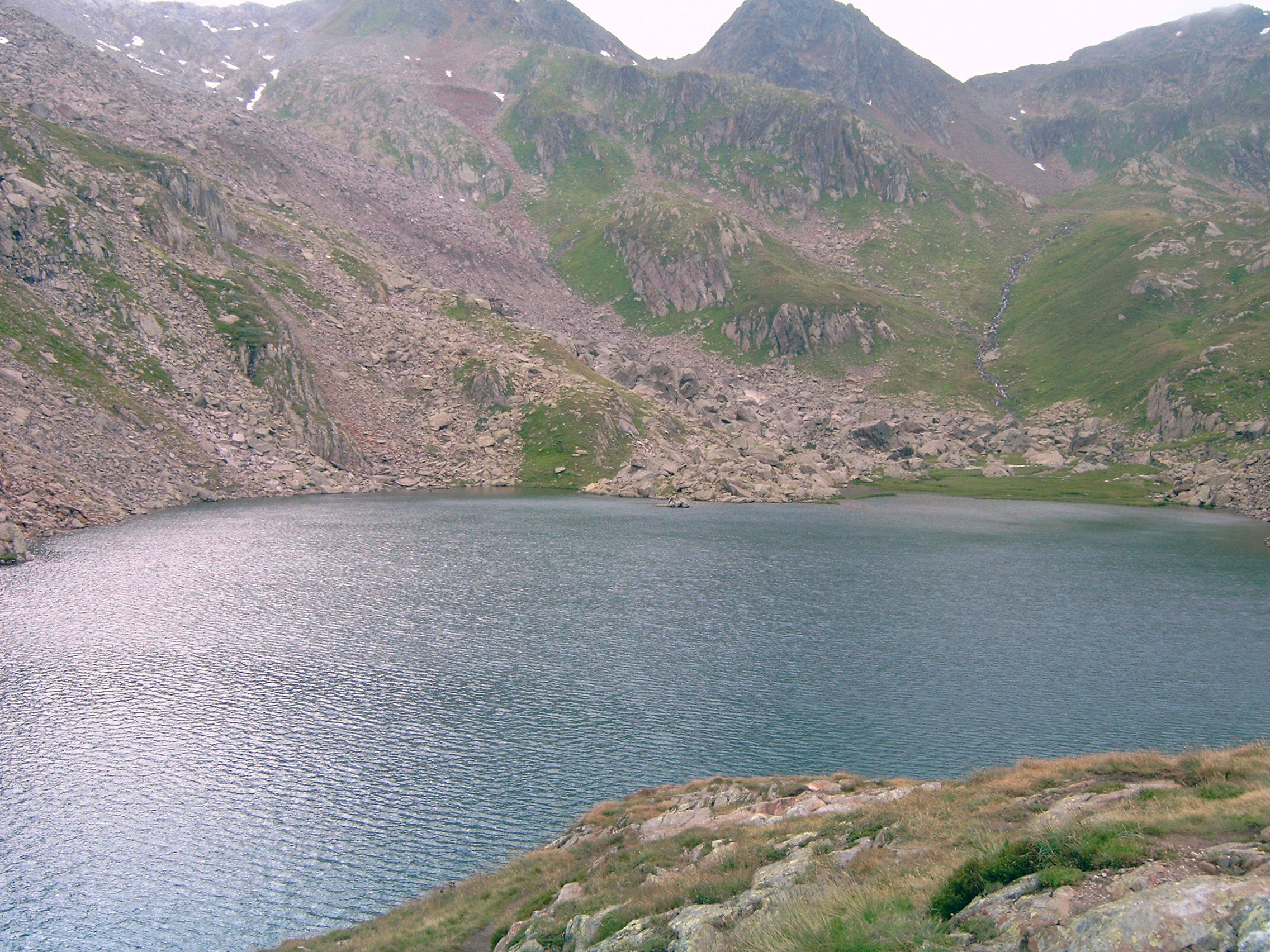
トマ湖